# Simfonija br. 2 (Beethoven)
Beethovenova Simfonija Br.2 (Op.36) pisana je tijekom 1801. i 1802. godine. bila je posvećena princu Lichonovskom. Pisana je uglavnom za vrijeme njegova boravka u Heiligenstadtu kada su bili prisutni znakovi njegove gluhoće. Kritike su ovu skladbu opisale kao veoma snažnu, ali malo preekcentričnu. Praizvedba je bila 5. travnja 1803. godine, a dirigent je bio sam Beethoven. To je posljednja skladba Beethovenova ranijeg doba.